# Ludwig von Liebenstein
Ludwig August Friedrich Freiherr von Liebenstein (* 27. November 1781 in Birkenfeld, Rheinland-Pfalz; † 26. März 1824 in Durlach) war ein Verwaltungsbeamter und Landtagsabgeordneter des Großherzogtums Baden.

## Leben und Wirken

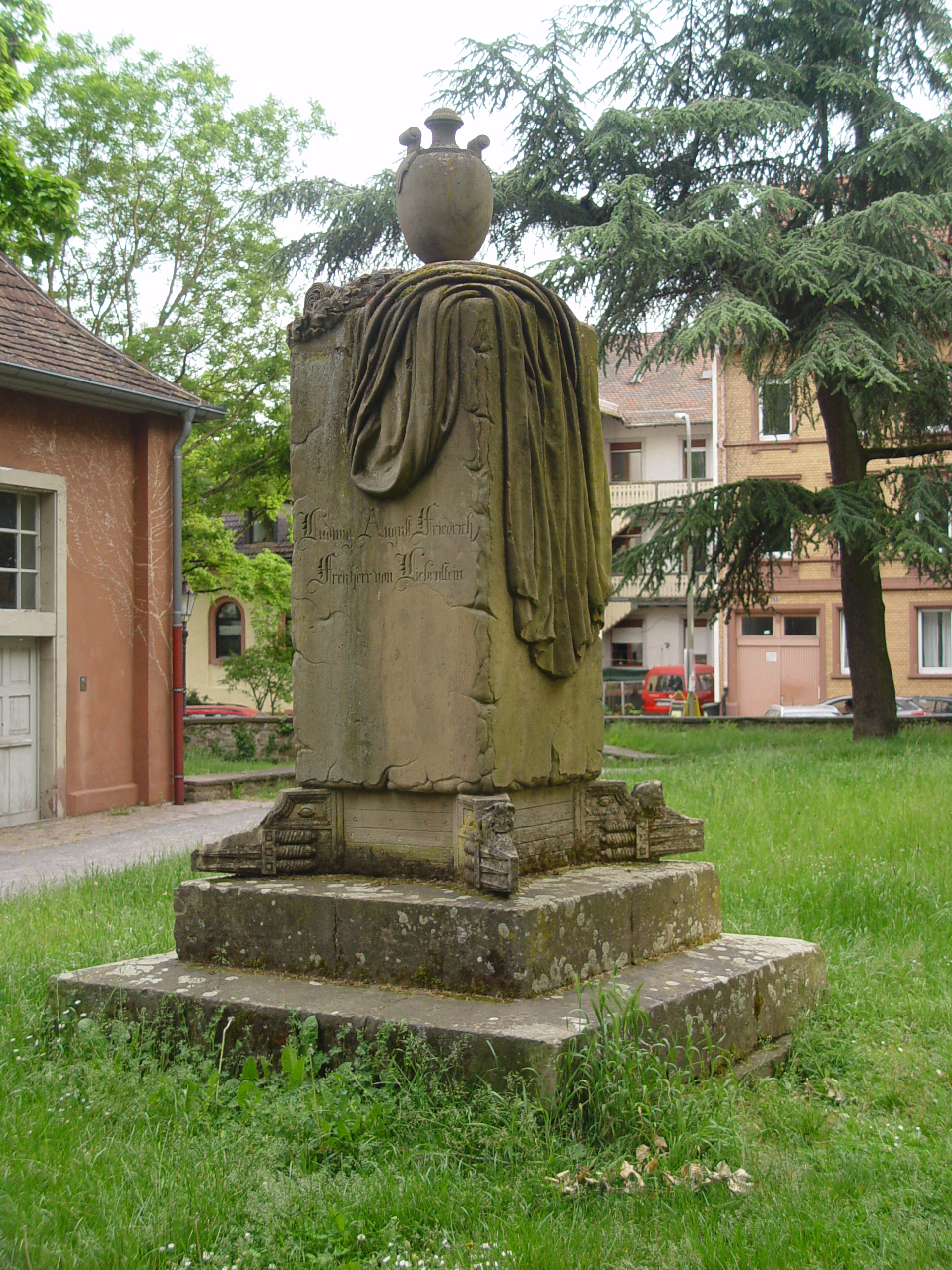
Grabdenkmal von Ludwig Freiherr von Liebenstein auf dem alten Friedhof in Durlach

Ludwig von Liebenstein studierte Rechtswissenschaften an den Universitäten Halle, Jena, Göttingen und Heidelberg. 1800 wurde er Mitglied des Corps Guestphalia Halle. Nach dem Studium trat er beim Oberamt Emmendingen in den badischen Staatsdienst ein. 1807 wurde er Hofgerichtsassessor und ein Jahr später in Mannheim Hofgerichtsrat. 1809 kam er als Kreisrat nach Wertheim. Nach einer kurzen Unterbrechung des Staatsdienstes wurde er 1811 Oberamtmann in Hornberg. 1812 wechselte er als Oberamtmann nach Lahr.
1819 zog Liebenstein als Abgeordneter des Wahlbezirks Emmendingen in die Zweite Kammer der erstmals zusammentretenden Badischen Ständeversammlung in Karlsruhe ein. Von Liebenstein trat für die Trennung von Justiz und Verwaltung, für die Öffentlichkeit und Mündlichkeit gerichtlicher Verfahren sowie für Pressefreiheit und Geschworenengerichte ein.
1821 wurde er in das Innenministerium berufen, aber wegen seiner oppositionellen Haltung im Landtag 1821 auf den Posten des Direktors des Murg- und Pfinzkreises in Durlach versetzt. Die Zweite Kammer wählte ihn daraufhin zu ihrem Vizepräsidenten. Sein Grabmal steht vor der Westseite der Nikolauskapelle auf dem alten Durlacher Friedhof.

## Ehrungen
- 1822  wurde er mit dem Ritterkreuz des Zähringer Löwen-Ordens ausgezeichnet.

## Schriften (Auswahl)
- Über stehende Heere und Landwehr. Karlsruhe 1817.
- Der Krieg Napoleons gegen Rußland in den Jahren 1812 und 1813. 2 Bände. Frankfurt 1819.